# Martinus Laurentii
Martinus Laurentii, sannolikt född i Njurunda socken, död 1610 i Torps socken, Medelpad, var en svensk kyrkoman och riksdagsman.

## Biografi
Martinus Laurentii antas rimligen kunna vara den präst Martinus Johannis som avses i en gammal legend i Torp. Denne skulle ha varit en stor trollkarl och ägt böcker i svartkonst.
Martinus antogs förr ha kommit från Hälsingland, men nyare forskning tyder på att han var son till bonden Lars Mårtensson i Njurunda. Martinus Laurentii blev kyrkoherde i Torp 1563. Samma år han tillträdde kom han att spela en roll som informatör i kriget mot danskarna, då han vidarebefordrade en uppgift han fått av prästerna i Jämtland, att danskarna var i antågande i syfte att bränna och härja. Informationen nådde med tiden Jöran Persson. Martinus fick sedan inkvartera en hel del av Claude Collarts svenska soldater vilka var på väg till en lyckad strid i Jämtland.
Han deltog i landstinget 1568 varvid han undertecknade trohetsförsäkran mot Johan III. 1577 undertecknade han den nya liturgin, men 1593 också beslutet från Uppsala möte. Hans finns vidare som undertecknare av beslut från riksdagarna 1594 och 1595.
Martinus hustru hette Elisabeth Carlsdotter, och enligt ifrågasatta uppgifter i herdaminnena var hon dotter till Carolus Henrici i Tuna socken, Medelpad. Hon skulle i så fall ha tillhört släkten Bröms. Deras dotter Catharina var gift med Petrus Joannis Kerfstadius, dottern Elisabeth med Matthias Helgonis och blev styvmor till Laurentius Stigzelius, och dottern Brita med Peder Jönsson (Skanckeätten) i Hof, Hackås socken.